# Unione Sportiva Arzanese 2012-2013
Questa voce raccoglie le informazioni riguardanti l'Unione Sportiva Arzanese nelle competizioni ufficiali della stagione 2012-2013.

## Rosa
| N. |                   | Ruolo | Calciatore          |
| -- | ----------------- | ----- | ------------------- |
|    | Italia (bandiera) | D     | Pellegrino Albanese |
|    | Italia (bandiera) | P     | Giuseppe Aprea      |
|    | Italia (bandiera) | D     | Patrizio Caso       |
|    | Italia (bandiera) | C     | Riccardo Castellano |
|    | Italia (bandiera) | A     | Alessandro Elia     |
|    | Italia (bandiera) | D     | Giovanni Esposito   |
|    | Italia (bandiera) | A     | Simone Figliola     |
|    | Italia (bandiera) | P     | Gianmarco Fiory     |
|    | Italia (bandiera) | C     | Luigi Florio        |
|    | Italia (bandiera) | A     | Gennaro Fragiello   |
|    | Italia (bandiera) | D     | Thomas Funari       |
|    | Italia (bandiera) | C     | Mauro Gori          |
|    | Italia (bandiera) | C     | Ciro Improta        |
|    | Italia (bandiera) | A     | Giuseppe Lacarra    |
|    | Italia (bandiera) | D     | Giuliano Laezza     |

| N. |                   | Ruolo | Calciatore            |
| -- | ----------------- | ----- | --------------------- |
|    | Italia (bandiera) | C     | Crescenzo Liccardo    |
|    | Italia (bandiera) | C     | Antonio Maschio       |
|    | Italia (bandiera) | A     | Gianmarco Mascolo     |
|    | Italia (bandiera) | P     | Antonio Moggio        |
|    | Italia (bandiera) | D     | Vittorio Nocerino     |
|    | Italia (bandiera) | D     | Ciro Palomba          |
|    | Italia (bandiera) | A     | Marco Pettrone        |
|    | Italia (bandiera) | C     | Angelo Piscopo        |
|    | Italia (bandiera) | D     | Stefano Riccio        |
|    | Italia (bandiera) | A     | Salvatore Roghi       |
|    | Italia (bandiera) | A     | Salvatore Sandomenico |
|    | Italia (bandiera) | C     | Antonio Tarascio      |
|    | Italia (bandiera) | D     | Niko Tommasini        |
|    | Italia (bandiera) | C     | Fabio Visone          |